# 한이서 (배우)
한이서(1985년 7월 19일 ~ )는 대한민국의 배우이다.

## 학력
- 세종대학교 영화예술학과

## 출연작

### 드라마
| 연도 | 방송     | 제목                          | 역할          | 비고 |
| ---- | -------- | ----------------------------- | ------------- | ---- |
| 2007 | MBC      | 《태왕사신기》                | 담덕 호위무사 |      |
| 2008 | SBS      | 《워킹맘》                    |               |      |
| 2010 | MBC      | 《아직도 결혼하고 싶은 여자》 |               |      |
| 2011 | SBS Plus | 《오마이갓x2》                | 조민서        |      |
| 2011 | MBC      | 《최고의 사랑》               | 연예 리포터   |      |
| 2015 | MBC      | 《여자를 울려》               | 강진희        |      |

### 뮤직비디오
- 2008년 우산 - 에픽하이 (Feat. 윤하)
- 2010년 술병 - 타이거 JK, 하하 (With. 타이거 JK)

### 광고
- 2011년 시크릿